# Hymnar
Hymnar (Pl. Hymnare) oder Hymnarium (Pl. Hymnarien), auch Liber Hymnarius oder Liber hymnorum ist die mittellateinische Bezeichnung für handschriftliche oder gedruckte Sammlungen von Hymnen zur Verwendung im Stundengebet des Römischen Ritus. Es zählt zu den liturgischen Büchern.

## Mittelalter
Hymnare sind zum Teil als Sonderbücher erhalten, meist jedoch mit einem Stundenbuch verbunden, wo sie bis um das Jahr 1000 als Anhänge zum Psalterium für den Gebrauch beim Stundengebet erscheinen; jedoch gab es auch Mischformen. Bereits im frühen Mittelalter wird die Einführung der Hymnen in die Tages- und Festoffizien zur Regel. Die Regula Benedicti (um 540) spricht davon, dass zu jeder Hore ein Hymnus gehört.
Für den liturgischen Gebrauch einer Einzelkirche, einer Diözese oder eines Klosters bestimmt, geben die Hymnarien aus dem unübersehbaren Reichtum an Texten und Melodien jeweils eine örtliche oder regionale Auswahl, in der sich meist ein gemeinsamer Grundbestand mit weniger verbreiteten oder gar singulären Stücken vermischt. Die seltenen ältesten Handschriften des siebten bis neunten Jahrhunderts weisen nur Texte ohne Notation auf, so z. B. das irische Hymnar im Antiphonar von Bangor als ältestes erhaltenes Hymnarium. Lesbare Melodien bietet das Hymnar von Kempten (entstanden vor 1026) mit Buchstabennotation für 25 der Hymnen. Vollständig neumiert ist dagegen das Hymnar von Verona (11. Jahrhundert), welches für 207 Texte die Melodien angibt.
Die mittelalterlichen Hymnare waren in drei Abschnitten angelegt, entsprechend den Textgruppen des liturgischen Propriums: das Temporale für die nach den Erfordernissen des Kirchenjahres wechselnden Texte, das Proprium de Sanctis, die mit den Heiligenfesten wechselnden Texte, und das Commune Sanctorum für bestimmte Feste und Gedenktage von Heiligen, die keine eigenen Propriumstexte haben. Für einen Gesang in Alternatimweise besaßen manche Hymnarien im Wechsel rote und blaue Stropheninitialen.

## Neuzeit
In den seit dem 19. Jahrhundert erschienenen Antiphonalen einzelner Orden und dem Antiphonale Romanum von 1912 sind die Hymnarien teilweise integriert. Im von 1896 bis 1964 wiederholt aufgelegten  Liber Usualis Missae et Officii, das die Messgesänge des Graduale Romanum und die Texte des Antiphonale enthält, sind die Hymnen bei den einzelnen Horen abgedruckt. Nach der Liturgiereform des Zweiten Vatikanischen Konzils erschien 1982 als Band 2 des erneuerten Antiphonale („Antiphonale Romanum secundum Liturgiam Horarum“) ein Hymnar mit dem Titel Liber Hymnarius; es enthält etwa 350 Hymnen, ferner Invitatorien und 46 Responsoria prolixa für die Matutin. Mehr als 50 Hymnen darin entstanden im 20. Jahrhundert.

## Nichtlateinische Liturgien
Unter den nichtlateinischen Liturgien besitzen vornehmlich der griechische und der armenische Ritus Hymnenbücher, die als Gegenstücke der lateinischen Hymnare gelten können.

## Ausgaben
- Liber hymnarius cum invitatoriis & aliquibus responsoriis (= Antiphonale Romanum 2). Verlag La Froidfontaine [u. a.], Solesmes 1998, ISBN 978-2-85274-076-1 (XVI, 622 Seiten)